# Trinidad a Tobago
Trinidad a Tobago, plným názvem Republika Trinidad a Tobago, je ostrovní stát v Karibském moři při severním pobřeží Jižní Ameriky na dvou ostrovech, Trinidadu a Tobagu a dalších 20 malých ostrovech.

## Historie
Původními obyvateli byli Arawakové, kteří byli později vytlačeni Kariby. Původní obyvatelé byli vyhubeni nemocemi a zotročováním, které na ostrov přinesla kolonizace. Ta začala v roce 1532. V letech 1654–1659 a 1660–1689 byl ostrov kuronskou kolonií (Nové Kuronsko). O ostrov jevily zájem rovnou čtyři námořní mocnosti: Britové, Francouzi, Nizozemci a Španělé. Roku 1763 připadlo Tobago Britům, kteří v roce 1797 obsadili i Trinidad. Původní obyvatelé byli nahrazeni otroky z Afriky. Po zrušení otroctví zažil ostrov velký příliv přistěhovalců z Indie. Ostrov získal autonomii v roce 1950 a úplnou nezávislost v roce 1962. V roce 1976 se sice stal Trinidad a Tobago republikou, ale i přes to je stále členem Commonwealthu. V roce 1980 zažil ostrov nezdařený pokus o převrat.[zdroj?] Obyvatelé původem z Indie (tvoří 36% populace ostrova) se pokusili uchopit moc a sesadit tak vládu ovládanou převážně černochy, potomky otroků (tvoří 44% populace ostrova). Ostrov je znám etnickou směsicí svých obyvatel. Vedle už zmíněných černochů a Indů zde žijí menšiny bělochů, míšenců a Číňanů. Není výjimkou, že v jednom městě se vedle sebe nachází křesťanský kostel, muslimská mešita a buddhistický chrám. Proto se na ostrovech vytvořila jedinečná kultura.

## Státní symboly

### Vlajka
Vlajka Trinidadu a Tobaga je tvořena červeným listem o poměru stran 3:5 s pokosem vedeným černým pruhem, jenž je lemován dvěma úzkými bílými proužky.

### Znak
K 25. únoru 2025 byl (zákonem č. 1) změněn znak Trinidadu a Tobaga. Změna spočívá v nahrazení tří lodí v červeném poli znaku zlatým steelpanem, což je hudební nástroj pocházející z Trinidadu.

### Hymna
Hymna Trinidadu a Tobaga je píseň Forged from the Love of Liberty (česky Kovaný z lásky ke svobodě). Původně byla složena pro Západoindickou federaci pod názvem A Song for Federation. Po osamostatnění Trinidadu a Tobaga vyhlásil stát výběrové řízení na státní hymnu, které vyhrál Patrick Castagne s upravenou verzí této písně.

## Geografie
Většinu povrchu Trinidadu tvoří ploché či mírně zvlněné roponosné sedimenty. Na pobřeží jsou četné bažiny. Jih ostrova je obklopen korálovými útesy. Značnou část ostrova pokrývá deštný prales.

## Politika
Trinidad je republikou s demokratickým systémem, který se vyvinul v systém dvou velkých stran a je ovlivněn britským westminsterským systémem. Parlament je dvoukomorový, horní komora Senát má 31 členů, dolní, sněmovna, má 41 členů (plus předsedu). Dolní komora je volena ve všeobecných volbách, členy senátu však jmenuje prezident, premiér a část také lídr opozice, což je post zčásti oficializován, jak bývá ve westminsterské tradici obvyklé. Od roku 1976 je hlavou státu prezident (od roku 2023 Christine Kangaloo), jehož role je ovšem jen ceremoniální a je volen parlamentem. Moc drží především předseda vlády (Stuart Young), který je volen přímou volbou jednou za pět let. Od roku 1980 má ostrov Tobago svůj vlastní parlament, který byl zřízen poté, co Tobago mělo dojem, že je upozaděno na úkor Trinidadu.

## Hospodářství
Země patří k nejlépe prosperujícím státům v Karibiku, a to díky těžbě ropy. Dále se těží zemní plyn a asfalt. Hlavním odvětvím průmyslu je zpracování ropy, ale rozvinula se i produkce umělých hnojiv, metanolu a ocelových výrobků. Zemědělství se orientuje převážně na vývozní artikly jako je cukr, kakao a káva. Přesto se mnoho potravin a spotřebního zboží musí dovážet. Země má dobrou silniční síť a kvalitní státní školství.